# Sodinci
Sodinci – wieś w Słowenii, w gminie Ormož. 1 stycznia 2018 liczyła 282 mieszkańców.